# Zuidelijke Spix' piewie
De zuidelijke Spix' piewie (Contopus cinereus) is een zangvogel uit de familie Tyrannidae (tirannen). De vogel werd in 1825 door de Duitse natuuronderzoeker Johann Baptist von Spix geldig beschreven als Playrhynchus cinereus.

## Verspreiding en leefgebied
Deze soort telt twee ondersoorten:
- C. c. pallescens: oostelijk en zuidelijk-centraal Brazilië, Bolivia, noordwestelijk Paraguay en noordwestelijk Argentinië.
- C. c. cinereus: zuidoostelijk Paraguay, zuidoostelijk Brazilië en noordoostelijk Argentinië.